# Naturpark Spessart

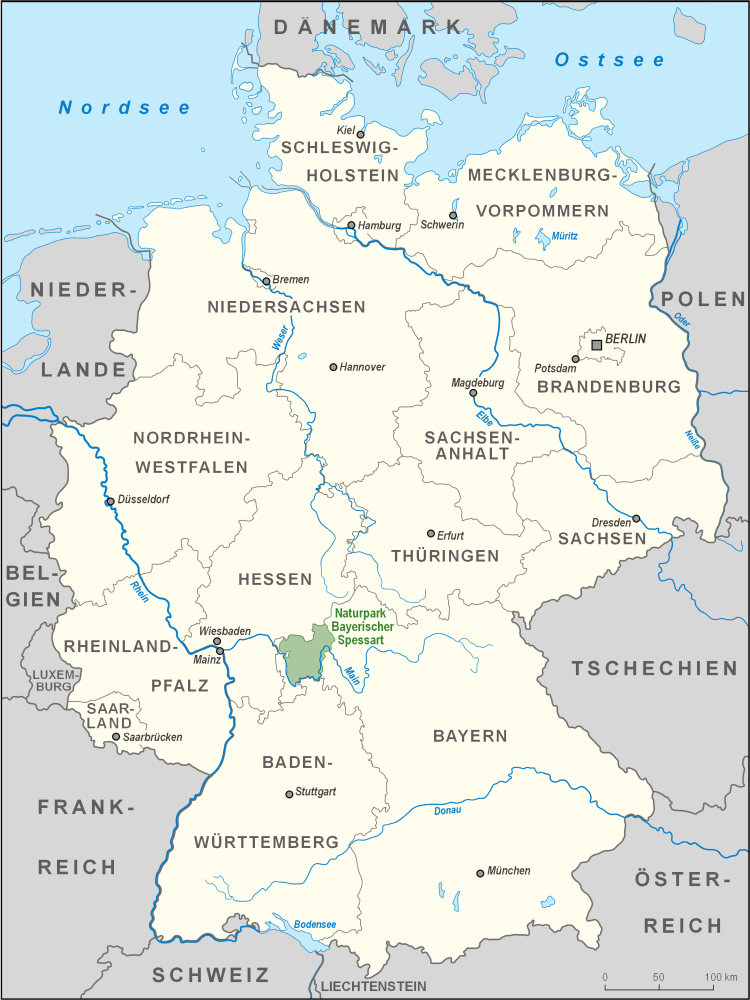
Lage des Naturpark Spessart (Bayerischer Spessart)

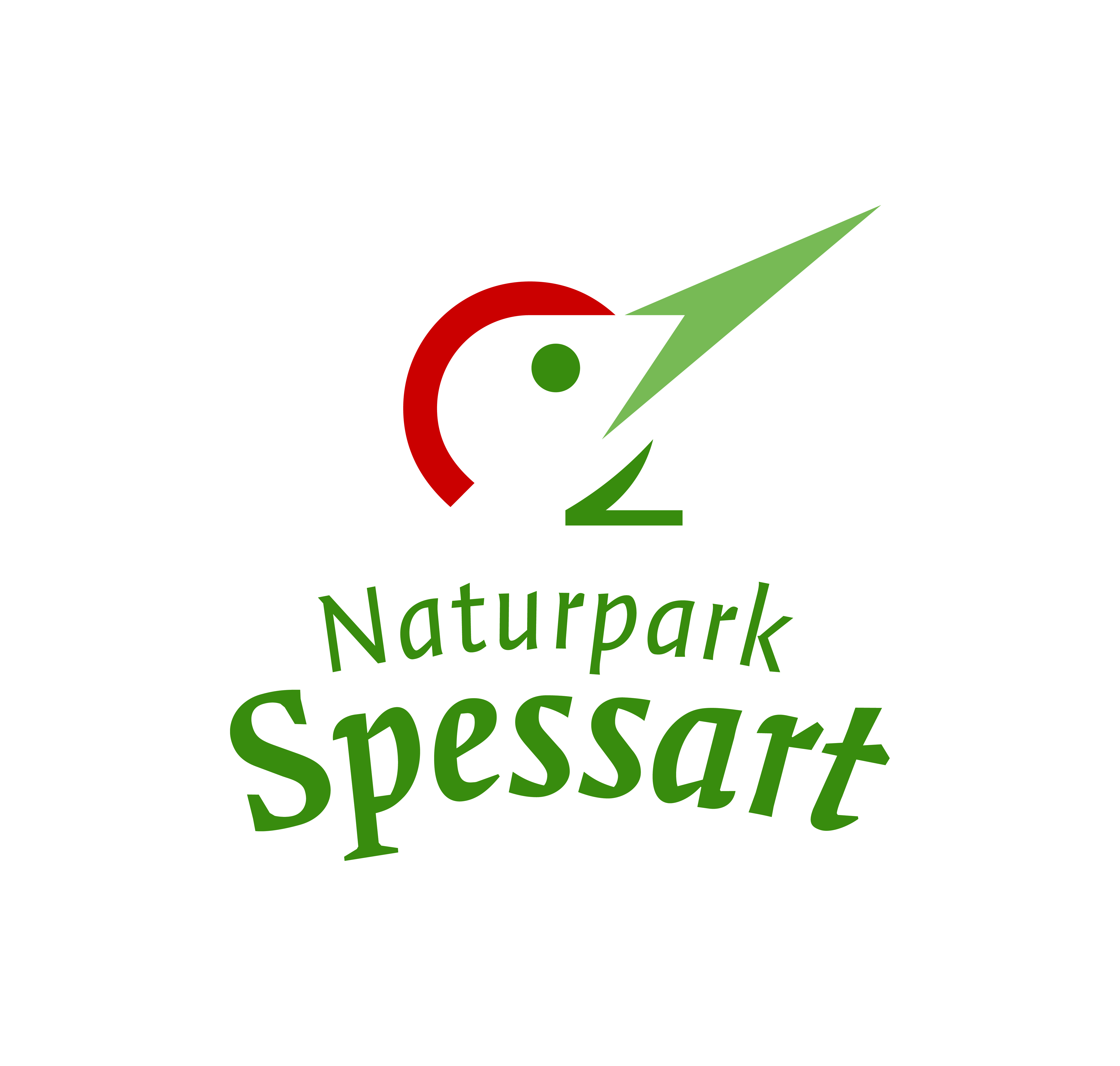
Logo des Naturpark Spessart e. V.

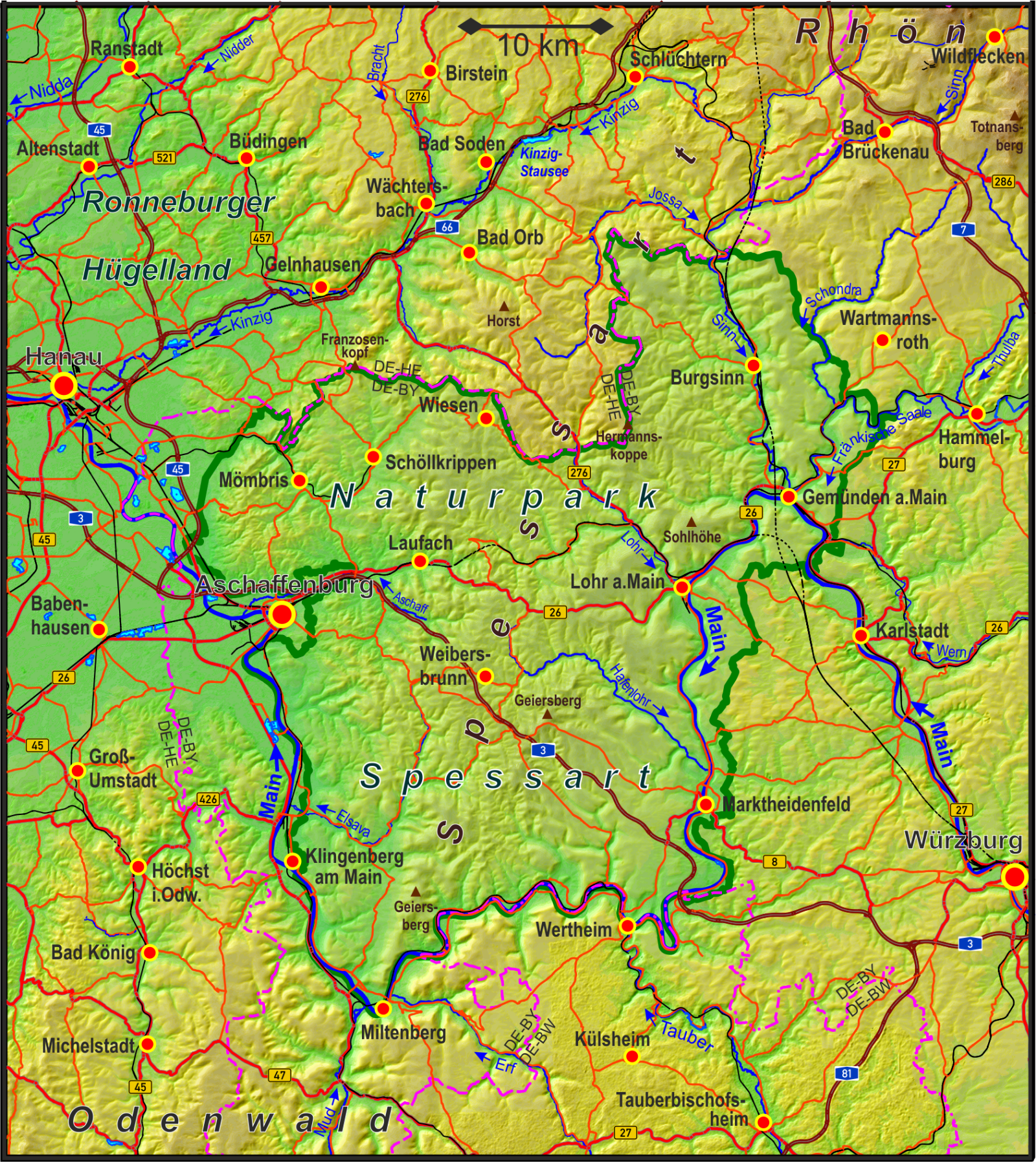
Lage und Topografie des Naturparks Spessart

Der Naturpark Spessart wurde 1960 gegründet und befindet sich in Nordwest-Bayern. Er ist 1710 km² groß.
Der Spessart ist ein Mittelgebirge und eines der größten zusammenhängenden Waldgebiete in Deutschland. Er erstreckt sich in den beiden Bundesländern Bayern und Hessen. Nördlich des Bayerischen Spessart liegt der Hessische Spessart, der 1963 gegründete Naturpark Hessischer Spessart (740 km²).
Der eigens gegründete Verein Naturpark Spessart e. V. nimmt als Träger des Bayerischen Naturparks vielfältige Aufgaben wahr.

## Gründung des Naturparks
Am 10. Februar 1956 erließ die Regierung von Unterfranken die Verordnung über das Landschaftsschutzgebiet Mainviereck. Nach Anhörung der Landkreise und Gemeinden erließ der Bezirkstag von Unterfranken am 15. Dezember 1959 die nötige Verordnung, welche am 29. Februar 1960 vom Bayerischen Staatsministerium des Inneren für vollziehbar erklärt wurde. Die Bezeichnung „Landschaftsschutzgebiet Spessart“ wurde in „Naturpark Spessart“ geändert. Somit war der erste Naturpark in Bayern geschaffen.
Das Bundes-Landwirtschaftsministerium forderte als Voraussetzung für die Zuteilung von Geldern einen Gesamtentwicklungsplan. Im März 1961 beauftragte das Bayerische Innenministerium die Regierung von Unterfranken, diesen Plan zu erstellen. Aufgrund dieses Auftrages gründete sich 1963 der Verein Naturpark Spessart e. V.
Erster Vorsitzender wurde Heinrich Degen, Landrat des damaligen Landkreises Alzenau. Der eigentliche Initiator, Georg Keimel, wurde Geschäftsführer. 1966 übernahm den Vorsitz Rudolf Balles, Landrat des Landkreises Lohr am Main. Georg Keimel blieb Geschäftsführer bis 1971. Er wurde abgelöst von Josef Heichele, der bis 1981 das Amt des Geschäftsführers hatte.
Im Zuge der Gebietsreform im Jahre 1972 wurden die vormaligen Landkreise Alzenau, Gemünden, Lohr, Marktheidenfeld und Obernburg aufgelöst. Den Vereinsvorsitz übernahm der Landrat des Kreises Aschaffenburg, Roland Eller. Zwischen 1976 und 1984 führte den Verein Karl Oberle, Landrat des Kreises Miltenberg. Im Jahre 1981 übernahm Forstdirektor Christoph Frucht die Aufgabe des ehrenamtlichen Geschäftsführers. Derzeitiger hauptamtlicher Geschäftsführer ist Oliver Kaiser.
Innerhalb des Naturparks wurden mehrere Naturschutzgebiete eingerichtet.

## Nationalpark
Die Bayerische Staatsregierung plante, unter dem Arbeitstitel np3 den Nationalpark Spessart als dritten Nationalpark Bayerns einzurichten, wobei der Spessart allerdings nicht die einzige Region war, die für den dritten Nationalpark in Frage kamen. Der Nationalpark sollte 10.900 ha einnehmen. Dies entspricht 6,37 % der Fläche des Naturparks. Unternehmen, die vom Holzabbau im Spessart wirtschaftlich profitieren, lehnten den Nationalpark ab, weshalb die Pläne im Juli 2017 fallen gelassen wurden.

## Fotos

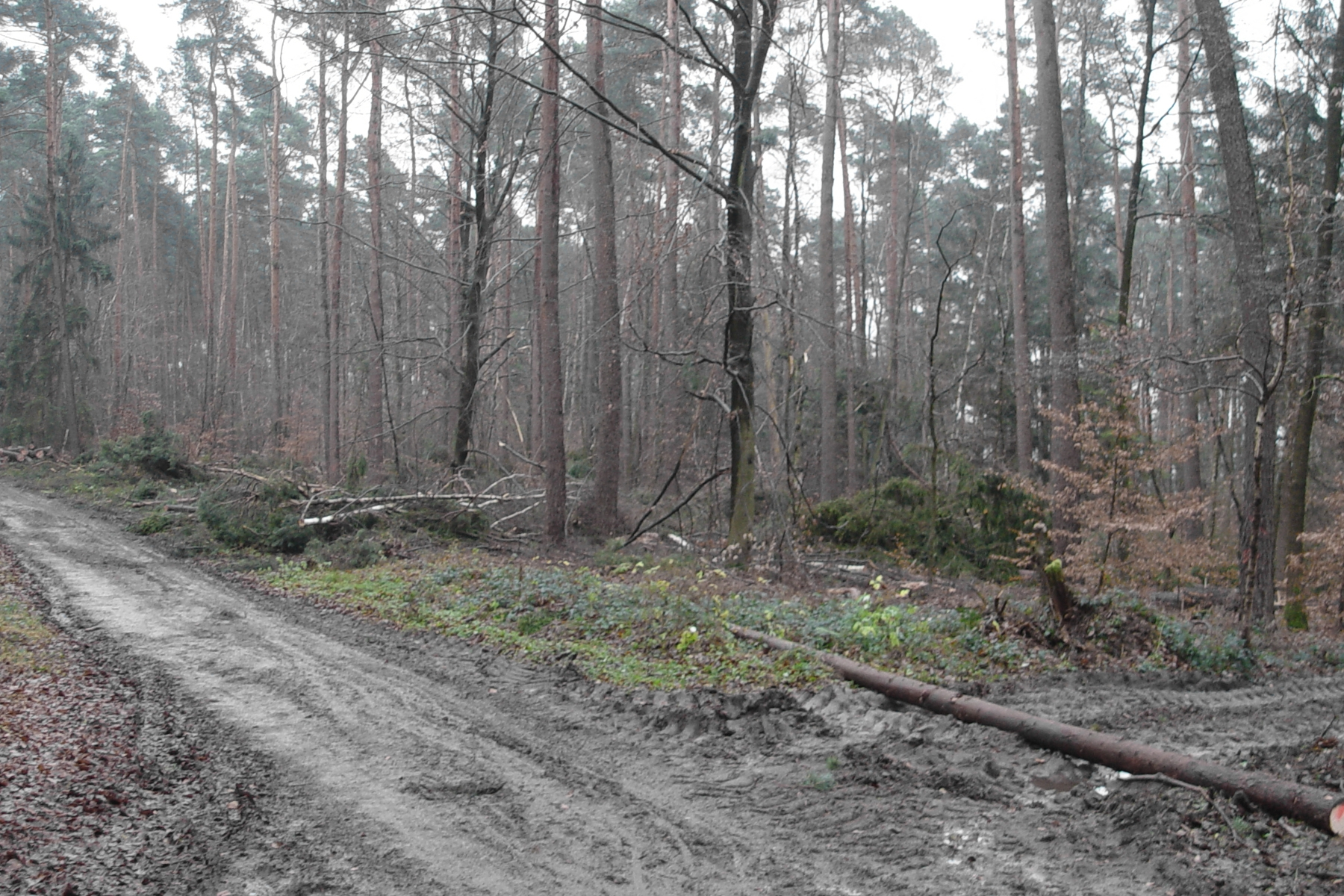
Durchforstung im Spessart
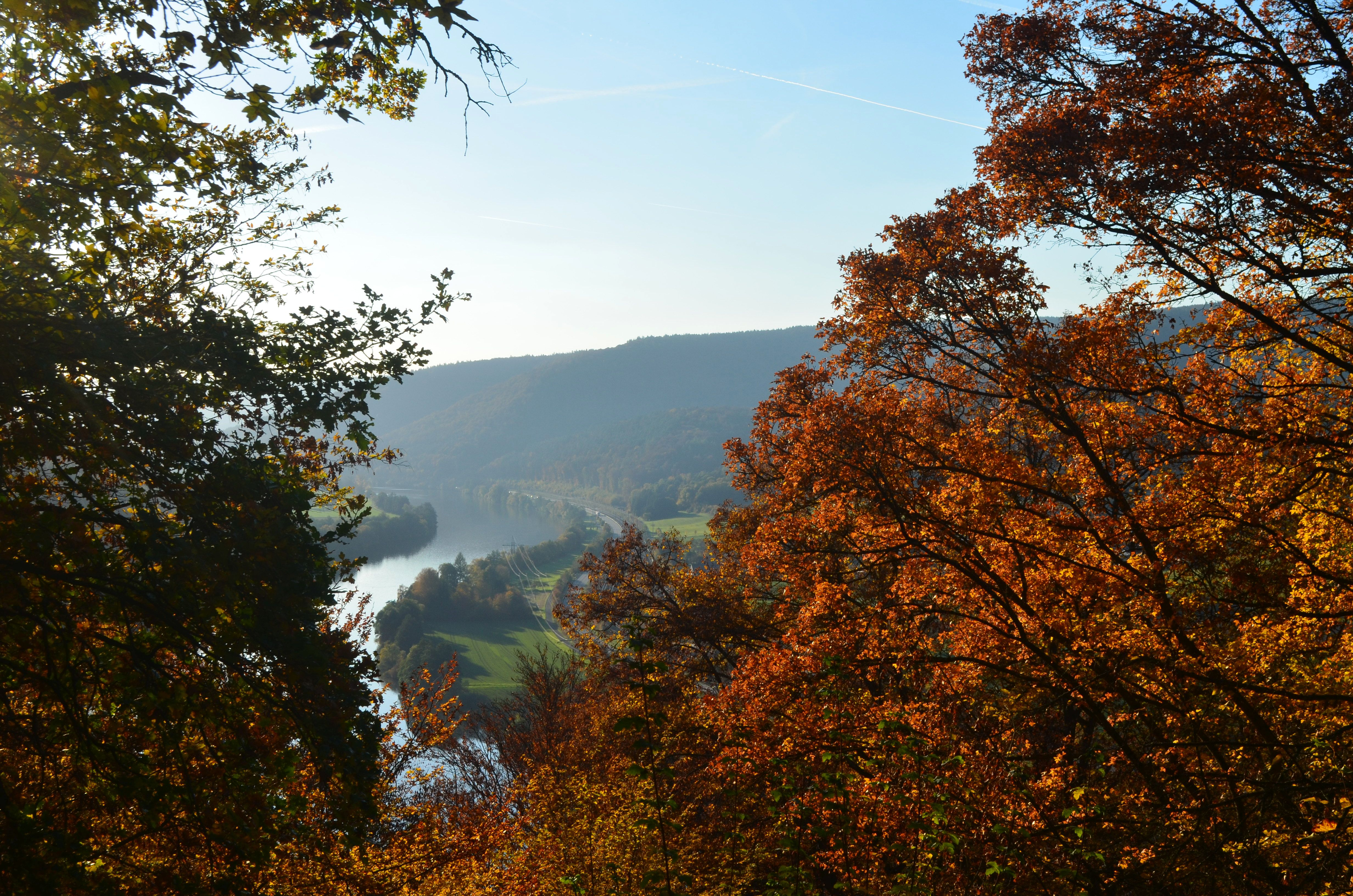
Blick von der Ruine Schönrain auf den Main